# Thomas Pendry, Baron Pendry

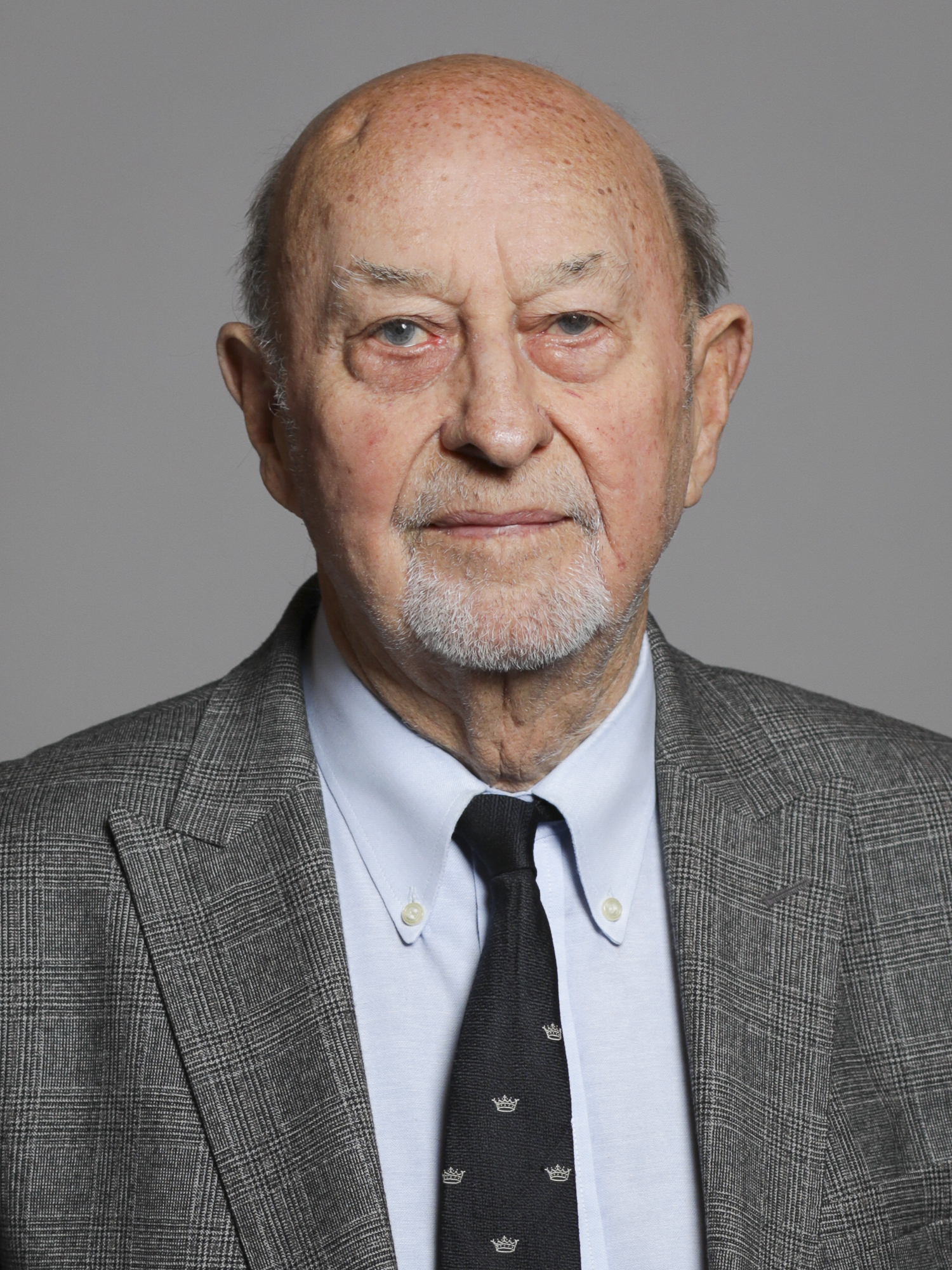
Thomas Pendry, Baron Pendry (2020)

Thomas Pendry, Baron Pendry PC (* 10. Juni 1934 in Broadstairs, Kent; † 26. Februar 2023) war ein britischer Labour-Politiker, Life Peer und Sportfunktionär.

## Leben
Er besuchte die King's School in der St Augustine’s Abbey, Canterbury, und studierte an der Universität Oxford. Er arbeitete als Funktionär für die Handelsgewerkschaft NUPE und war als Ingenieur tätig, bevor er 1970 ins Parlament gewählt wurde.
Pendry war von 1970 bis 2001 Abgeordneter im House of Commons für den Wahlkreis Stalybridge and Hyde. Er fungierte von 1971 bis 1974 als Whip für die Opposition. Im Kabinett Callaghan war er zwischen 1976 und 1979 als Junior Lord Commissioner of the Treasury und Assistant Government Whip tätig. In weiterer Folge wurde er Parliamentary Under-Secretary of State für Nordirland.
1979 wurde Pendry auf Vorschlag von John Smith Schattenminister für Sport und Tourismus. Er hatte diese Funktion bis zur Übernahme der Regierung durch die Labour Party 1997 inne. Pendry war das einzige Mitglied des Schattenkabinetts, das keine Regierungsfunktion übernahm.
2000 wurde Pendry auf Empfehlung von Tony Blair Mitglied des Privy Council. Zur Unterhauswahl 2001 trat er nicht mehr an. Nachfolger in seinem Wahlkreis wurde James Purnell. Stattdessen wurde er 2001 als Baron Pendry, of Stalybridge in the County of Greater Manchester, zum Life Peer erhoben und war dadurch Mitglied des House of Lords.
Lord Pendry war parlamentarischer Berater für The Stamford Group Ltd., parlamentarischer Konsultant der Arrowcraft Group plc., Präsident der Oyston Steel Estates Ltd., Präsident der Football Foundation Ltd. und Berater für den Tameside District Council Sports Trust.

## Ehrungen
1995 ernannte das Metropolitan Borough von Tameside Pendry zum Ehrenbürger (Honorary Freeman) und zum Lord of the Manor von Mottram in Longdendale. Zudem wurde in Stalybridge der Platz vor der alten Markthalle an der Trinity Street als Lord Pendry Square benannt. Der Fußballverein Stalybridge Celtic nannte eine seiner Tribünen The Lord Tom Pendry Stand.

## Sport
Pendry übte ab seiner Dienstzeit bei der Royal Air Force regelmäßig Sport aus. Im Februar 2003 wurde er zum Präsidenten der Football Foundation ernannt und blieb bis zu seinem Tod in diesem Amt. Pendry lernte das Boxen von einem Benediktinermönch, wurde ein Oxford Blue und errang einen Titel in einem Boxwettbewerb der Royal Air Force.